# 평산신씨 종가 고문서
평산신씨 종가 고문서(平山申氏 宗家 古文書)는 충청북도 충주시, 한국교통대학교 박물관에 있는 조선시대의 문서이다. 2020년 3월 6일 충청북도의 유형문화재 제382호로 지정되었다.

## 지정 사유
평산신씨 종가 고문서는 1616년부터 1704년까지 약 100여 년 동안에 신립(1546∼1592)의 아들 신경진(1575∼1643), 손자 신준(1592∼1658), 현손 신완(1646∼1707)에게 발급된 문서이다.
고문서를 통해 평산신씨 집안의 가계와 인물, 그들의 관계 진출과 관직 생활, 녹봉 등 17∼18세기 유력 가문의 전모를 살펴볼 수 있다.

## 같이 보기
- 신립
- 신경진

## 참고 문헌
- 평산신씨 종가 고문서 - 국가유산청 국가유산포털